# Ефект Матильди

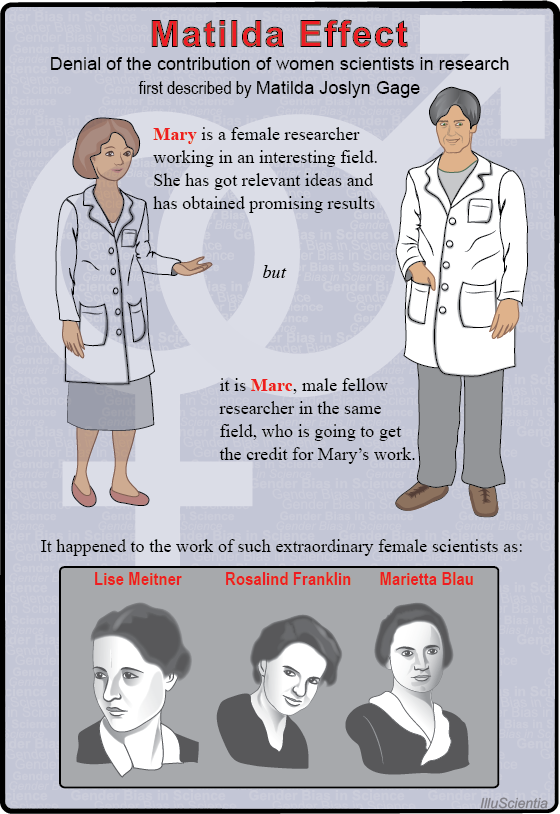
Ефект Матильди

Ефект Матильди (англ. Matilda effect) — сексистське упередження щодо визнання досягнень дослідниць, чиїм працям часто приписують авторство їхніх колег-чоловіків. Ефект вперше описала суфражистка та аболіціоністка Матильда Джослін Ґейдж (1826–98) в есе «Жінка як винахідниця». Термін «ефект Матильди» 1993 року запропонувала історикиня науки Марґарет Россітер.
Россітер навела кілька прикладів ефекту. Італійська лікарка 12 століття Тротула Салернська написала книги, авторство яких після її смерті приписали чоловікам. Серед прикладів ХІХ та XX століть випадки Нетті Стівенс, Марії Склодовської-Кюрі, Лізи Майтнер, Марієтти Блау, Розалінд Франклін, Джоселін Белл Бернелл.
Ефект Матильди пов'язаний з ефектом Матфея — видатний науковець часто отримує більше визнання, ніж порівняно невідомий дослідник, навіть якщо їхня праця була спільною чи подібною.
Професор нейробіології у школі Медицини Стенфордського університету Бен Баррес (нар. 1955), що здійснив FtM-перехід, висловлювався про те, як його наукові досягнення по-різному сприймали залежно від статі у відповідний час.

## Статистика
Згідно аналізу понад тисячі виданих досліджень за 1991—2005 роки, науковці частіше цитують публікації чоловіків, ніж жінок. У 2012 році дві дослідниці з універститету Неймегена показали, що в Нідерландах стать кандидатів/кандидаток у професори впливає на їхнє оцінювання. Подібні випадки описано в італійській праці, підкріпленій згодом американськими та іспанськими дослідженнями.
Швейцарські вчені визначили, що ЗМІ для участі у шоу запрошують науковців-чоловіків частіше, ніж жінок.
Науковці США й досі отримують більше визнання та нагород, у порівнянні з науковицями, попри схожі досягнення. Ця відмінність була більш відчутною у 1990-х роках, аніж у 2000-х, та потроху зникає.

## Приклади ефекту Матильди
Приклади науковиць, що зіткнулись з ефектом Матильди:
- Тротула Салернська (12 століття) – італійська лікарка, авторка робіт, що по її смерті приписали чоловікам. Ворожість до жінок як учительок та цілительок у Середньовіччі вела до заперечення самого їх існування.[джерело?] (див. Полювання на відьом).
- Нетті Стівенс (1861—1912), відкривачка системи визначення статі XY. Її ключові дослідження хрущака борошняного вперше виявили, що стать організму визначається його хромосомами, а не середовищем чи іншими чинниками. Стівенс значною мірою вплинула на перехід наукової спільноти до цієї нової лінії дослідження: хромосомне визначення статі[10]. Однак, зазвичай її відкриття приписують тогочасному видатному генетикові Томасові Ганту Морґану[11]. Попри широку працю в царині генетики, внеском Стівенс до праці Морґана часто нехтують[12].
- Мері Вітон Калкінс (1863—1930) – під час навчання у Гарварді відкрила, що подразники, які було поєднано з іншими яскравими подразниками, пригадуються значно легше. Також відкрила, що тривалість стикання з певним явищем впливала на швидкість пригадування. Ці відкриття, разом з її методом пов'язаних асоціацій, згодом використають Георг Еліс Мюллер та Едвард Тітченер, без жодної згадки про Калкінз.
- Ґерті Корі (1896—1957), біохімікиня, Нобелівська лауреатка, роками працювала помічницею власного чоловіка попри те, що мала кваліфікацію такого ж рівня для професорської посади.
- Розалінд Франклін (1920–1958) — зараз визнана як авторка принципового внеску до відкриття структури ДНК 1953 року. На момент відкриття Френсісом Кріком та Джеймсом Ватсоном, за яке два науковці отримали Нобелівську премію 1962 року, її праця не була належним чином оцінена (хоча Ватсон описав принципову важливість її внеску у своїй книзі Подвійна спіраль 1968 року).
- Марта Ґотьє (нар. 1925) — зараз визнана за важливу роль у відкритті хромосомної аномалії, що призводить до синдрому Дауна, відкриття, що раніше приписували виключно Жеромові Лежену.
- Маріан Даймонд (1926–2017), працюючи в університеті Каліфорнії (Берклі) експериментальним чином відкрила феномен нейропластичності, що суперечив попереднім нейрологічним догмам. Коли її впливова праця 1964 року[13] от-от мала вийти друком, Даймонд виявила, що імена двох її другорядних співавторів, Девіда Креха та Марка Розенцвейґа, поставили перед її іменем (яке, своєю чергою, було поставлене в дужки). Даймонд протестувала, що виконала основну роботу, описану в документі, і її ім'я поставили на перше місце (без дужок). Інцидент описано в стрічці 2016 року, Наше з мозком кохання: Життя та наука докторки Маріан Даймонд (англ. My Love Affair with the Brain: The Life and Science of Dr. Marian Diamond)[14].
- Гаррієт Цукерман[en] (нар. 1937) — внаслідок ефекту Матильди Цукерман також була вказана співавторкою Роберта Мертона у концепції ефекту Матфея[15].
- Програмістки першого у світі комп'ютера ENIAC — декілька науковиць, зробили ґрунтовний внесок до проєкту, серед них: Адель Голдстайн, Кей МакНалті, Бетті Дженнінґз, Бетті Снайдер, Мерлін Вескоф, Френсіс Спенс та Рут Ліхтерман, проте історії про ENIAC про них зазвичай не повідомляють, і часом фокусуються на досягненнях обладнання, а не програмного забезпечення. Більше інформації можна почерпнути в есе Дженіфер Лайт «Коли комп'ютери були жінками» (англ. «When Computers Were Women»)[16], та у документальній стрічці 2014 року про проєкт ENIAC.

### У Нобелівській премії
Приклади науковців, яким надали перевагу перед науковицями у нагородженні Нобелівською премією:
- У 1903 році Марію Склодовську-Кюрі (1867—1934) включили до Нобелівської премії з фізики лише завдяки наполегливості члена Нобелівського комітету, шведського математика Маґнуса Йости Міттаґа-Лефлера, що був на боці науковиць, та колезі-лауреату, її чоловікові П'єрові Кюрі. Марія була першою жінкою, нагородженою Нобелівською премією, і є єдиною людиною, що отримала її двічі, однак її так і не прийняли до Французької академії наук. Одна з її студенток, Марґеріт Перей, буде першою жінкою, якій вдасться туди потрапити (1962 року).
- 1934 року Нобелівською премією з фізіології або медицини було нагороджено Джорджа Віпла, Джорджа Майнота та Вільяма Мерфі. Їм здалось, що їхню співробітницю, Фріду Робштайт-Робінс, виключили зі списку на підставі її статі. Однак Віпл розділив із нею грошову винагороду, оскільки відчував, що вона також заслуговує на Нобелівську премію, бо була співавторкою майже всіх його публікацій.
- 1944 року Нобелівську премію з фізики одноосібно отримав Отто Ган. Ліза Майтнер працювала разом з Ганом та заклала теоретичну базу для поділу ядра (саме вона запровадила цей термін). Майтнер не отримала визнання Нобелівським комітетом частково — через стать, частково — через єврейське походження, що в нацистській Німеччині всіляко принижувалося. Вона потрапила під дію закону відновлення професійної громадянської служби, який забороняв євреям обіймати державні посади, включно з дослідницькими. Спочатку австрійське походження Майтнер оберігало її від переслідування, однак вона залишила Німеччину після аншлюсу 1938 року[17].
- 1950 року Сесіль Пауелл отримав Нобелівську премію з фізики за розробку фотографічного методу вивчення ядерних процесів та за подальше відкриття піонів (пі-мезонів). Марієтта Блау була першовідкривачкою у цій галузі. Ервін Шредінгер номінував її на ці премію разом із Гертою Вамбахер, проте їх обох виключили.
- 1956 року двоє американських фізиків, Лі Цзундао та Чженьнін Янг, передбачили порушення закону парності у слабкій взаємодії та запропонували можливий експеримент для його перевірки. У 1957 році Ву Цзяньсюн виконала необхідний експеримент у співпраці з Національним інститутом стандартів та технологій та показала порушення парності у випадку бета-розпаду. Нобелівською премією 1957 року нагородили науковців, а Ву знехтували. Вона отримала премію Вольфа у 1987 році як визнання її праці[18].
- 1958 року Джошуа Ледерберґ розділив Нобелівську премію з фізіології разом з Джорджем Бідлом та Едвардом Тейтемом. Мікробіолог Джошуа Ледерберґ та його дружина Естер Ледерберґ, спільно з Бідлом та Тейтемом, розробили метод перенесення колоній бактерій з однієї чашки Петрі до іншої, що є необхідним для сучасного розуміння опірності антибіотиків. Однак, Естер Ледерберґ не отримала визнання за її ключову роль у цьому дослідницькому проєкті; її внесок мав першорядне значення для успішного втілення теорії[19]. Щобільше, вона не отримала визнання за її відкриття фагу лямбди чи за її вивчення F-плазміди, що дало основу для майбутніх генетичних та бактеріальних досліджень[20].
- Наприкінці 1960-х років Джоселін Белл Бернелл (нар. 1943) відкрила перші пульсари. За це відкриття 1974 року Нобелівською премією з фізики було нагороджено її керівника, Ентоні Г'юїша, та Мартіна Райла, з коментарем про їхню першовідкривацьку працю в радіоастрономії. Бернел опустили. На момент відкриття вона була студенткою докторантури та почувалась, наче розумові зусилля належали здебільшого її керівнику; проте виключення її зі списку було розкритиковано кількома видатними астрономами, включно з Фредом Гойлом. Йосип Шкловський, що отримав медаль Кетрін Брюс 1970 року, відшукав Бел на Міжнародному астрономічному союзі 1970 року, щоб сказати: «Міс Бел, ви здійснили найвеличніше астрономічне відкриття двадцятого століття».

## Ефект Матильди у мистецтві
- За стіною (пол. Za ścianą): польський кінофільм режисера Кшиштофа Зануссі, де знімались Майя Коморовська у ролі Анни та Збіґнєв Запасєвіч у ролі Яна. Двоє сусідів двоквартирного будинку, обоє працюють в академії. Ян — замісний професор. Анна, що прагнула познайомитися з ним ближче, могла отримати схожий науковий ступінь, а з тим і його прихильність, проте колега-чоловік не зазначив її авторства в дослідженні.